# Elena Ruiz
Elena Ruiz Barril (Barcelona, 29 de outubro de 2004) é uma jogadora de polo aquático espanhola, medalhista olímpica.

## Carreira
Ruiz fez parte da Seleção Espanhola de Polo Aquático Feminino nos Jogos Olímpicos de Verão de 2020 em Tóquio, que conquistou a medalha de prata após confronto na final contra a equipe estadunidense. Nos Jogos Olímpicos de Verão de 2024, em Paris, conquistou a medalha de ouro no torneio feminino do polo aquático, após vencer confronto na final contra a equipe australiana por 11–9.